# Septícia (gens)
A gens Septicia era uma obscura família plebeia em Roma antiga. Quase nenhum membro desta gens é mencionado em escritores antigos, mas vários são conhecidos por inscrições. O mais famoso dos Septicii foi Gaius Septicius Clarus, Prefeito da Guarda Pretoriana sob o imperador Adriano.

## Origem
O nomen Septicius pertence a uma classe de gentilicias originalmente formadas a partir de cognomina que terminam em -ex ou -icis. Assim como outros sufixos formadores de gentilícia, -icius foi posteriormente estendido para formar nomina a partir de outros nomes, incluindo gentilicias existentes. A raiz do nome deve ter se assemelhado ao raro praenomen latino Septimus, "sétimo", caso em que Septicius pode ser cognato com o patronímico mais típico Septimius.

## Praenomina
Os principais praenomina dos Septicii eram Aulus, Gaius e Marcus, seguidos por Publius, Quintus e Titus, todos comuns em todos os períodos da história romana. Outros nomes ocorrem com pouca frequência. A partir de uma filiação, parece que pelo menos um dos Septicii tinha o praenomen oscan Salvius. Em Etrúria, onde os praenomina femininos eram comuns, uma das mulheres dos Salvii tinha o praenomen feminino Rufa, que outra da gens usava como cognomen.

## Membros
- Septicia M. l. Sotica, uma liberta enterrada em Altinum em Vêneto e Histria durante a segunda metade do primeiro século a.C., junto com Septicia Tuetien.[3]
- Septicia L. l. Tuetien (?), uma liberta enterrada em Altinum durante a segunda metade do primeiro século a.C., junto com Septicia Sotica.[3]
- Septicius, um amigo de Horácio, que o menciona entre os convidados que planejava convidar para o jantar em uma carta a Aulus Manlius Torquatus.[4]
- Quintus Septicius C. Q. l. Verna, um liberto nomeado em uma inscrição de Lanuvium em Lácio, datando do final do primeiro século a.C. ou do início do primeiro século d.C.[5]
- Gaius Septicius C. l. Myro, um liberto nomeado em uma inscrição de Roma, datando do final do primeiro século a.C. ou do início do primeiro século d.C.[6]
- Aulus Septicius Sal. l. Alexander, um liberto e coronarius, ou fabricante de coroas, na Sacra Via em Roma, nomeado em uma inscrição sepulcral datando do último quarto do primeiro século a.C. ou do primeiro século d.C., junto com Septicia Chreste e Aulus Septicius Hermia.[7]
- Septicia A. l. Chreste, uma liberta nomeada em uma inscrição funerária de Roma, datando entre 25 a.C. e 25 d.C., junto com Aulus Septicius Alexander e Aulus Septicius Hermia.[7]
- Aulus Septicius A. l. Hermia, um liberto nomeado em uma inscrição sepulcral de Roma, datando entre 25 a.C. e 25 d.C., junto com Aulus Septicius Alexander e Septicia Chreste.[7]
- Septicia Ɔ. l. Paladio, uma liberta enterrada em Roma no início do primeiro século; Septicius Salvius, libertado junto com ela, doou um pote em sua memória.[8]
- Septicius Salvius, um liberto, doou um pote em memória de Septicia Paladio, uma mulher que havia sido libertada junto com ele, durante o início do primeiro século.[8]
- Aulus Septicius A. Ɔ. l. Salvius, um liberto e auri acceptor, ou comerciante de ouro, na Sacra Via durante o início do primeiro século.[9]
- Septicia, uma viúva de Ariminum, cujo segundo casamento causou certa consternação entre seus filhos.[10]
- Marcus Septicius Q. f. C. n. Sura, mencionado em uma inscrição de Roma datando do reinado de Calígula.[11]
- Septicia Anthis, nomeada em uma inscrição de Roma, datando da primeira metade do primeiro século, junto com Publius Septicius Dionysius e Publius Septicius Nua.[12]
- Gnaeus Septicius Cn. l. Laus, um liberto enterrado em Roma, com noventa anos, junto com sua esposa, Septicia Celido, em um túmulo datando da primeira metade do primeiro século, dedicado por seu cliente, Septicia Meritoria.[13]
- Septicia Celido, esposa de Gnaeus Septicius Laus, com quem foi enterrada em Roma na primeira metade do primeiro século, em um túmulo dedicado por seu cliente, Septicia Meritoria.[13]
- Marcus Septicius M. l. Antiochus, um liberto enterrado em Roma na primeira metade do primeiro século, junto com sua esposa, Allia Hilara.[14]
- Aulus Septicius A. l. Apollonius, um liberto e brattiarius, ou batedor de folha de ouro, nomeado em uma inscrição sepulcral de Roma, datando da primeira metade do primeiro século, junto com Septicia Rufa.[15]
- Marcus Septicius M. f. Bassus, enterrado em Roma, com vinte e seis anos, durante a primeira metade do primeiro século.[16]
- Publius Septicius Dionysius, nomeado em uma inscrição de Roma, datando da primeira metade do primeiro século, junto com Publius Septicius Nua e Septicia Anthis.[12]
- Septicia A. l. Rufa, uma liberta e brattiaria nomeada em uma inscrição sepulcral de Roma, datando da primeira metade do primeiro século, junto com Aulus Septicius Apollonius.[15]
- Septicia Meritoria, dedicou um túmulo em Roma para seu irmão, Gaius Julius Comes, com vinte e cinco anos, e outro para seus patrões, Gnaeus Septicius Laus e Septicia Celido, todos datando da primeira metade do primeiro século.[17][13]
- Publius Septicius Nua, nomeado em uma inscrição de Roma, datando da primeira metade do primeiro século, junto com Publius Septicius Dionysius e Septicia Anthis.[12]
- Gaius Septicius C. l. Albanus, um liberto em Roma durante o início ou meio do primeiro século, que construiu um túmulo para si mesmo, seu irmão, Gaius Septicius Tarula, e sua esposa, Septicia Primigenia.[18]
- Gaius Septicius C. l. Tarula, um liberto enterrado em Roma no início ou meio do primeiro século, em um túmulo construído por seu irmão, Gaius Septicius Albanus.[18]
- Septicia C. l. Primigenia, uma liberta enterrada em Roma no início ou meio do primeiro século, em um túmulo construído por seu marido, Gaius Septicius Albanus.[18]
- Septicia Arecusa, enterrada em Roma durante o primeiro século.[19]
- Aulus Septicius A. l. Daphinus, um liberto enterrado em Roma durante o primeiro século, com cinquenta e cinco anos, junto com Septicia Secunda e Aulus Septicius Soterichus, em um túmulo construído por Decimus Publicius Linus.[20]
- Septicia A. l. Secunda, uma liberta enterrada em Roma durante o primeiro século, junto com Aulus Septicius Daphinus e Aulus Septicius Soterichus, em um túmulo construído por Decimus Publicius Linus.[20]
- Aulus Septicius A. l. Soterichus, um liberto enterrado em Roma durante o primeiro século, junto com Aulus Septicius Daphinus e Septicia Secunda, em um túmulo construído por Decimus Publicius Linus.[20]
- Marcus Septicius C. f., porta-estandarte de uma legião não especificada, construiu um sepulcro do primeiro século em Corduba em Hispânia Baética para si mesmo, sua esposa, Sabina, e seu filho, Marcus Septicius Martialis.[21]
- Marcus Septicius M. l. Martialis, filho e liberto de Marcus Septicius, o porta-estandarte, foi enterrado no sepulcro da família construído por seu pai em Corduba, com dez anos e sete meses.[21]
- Gaius Septicius Italicus, uma criança enterrada em Roma na segunda metade do primeiro século, com um ano, nove meses e cinco dias, com um monumento dedicado por seus pais.[22]
- Septicia Fortunata, dedicou um túmulo em Roma para seu patrono, Quintus Septicius Soter, datando do primeiro ou segundo século.[23]
- Quintus Septicius Epagathus, enterrado em Roma no final do primeiro ou início do segundo século, em um túmulo dedicado por seus filhos.[24]
- Quintus Septicius Soter, enterrado em Roma no primeiro ou segundo século, com um túmulo dedicado por seu cliente, Septicia Fortunata.[23]
- Marcus Septicius Crescens de Beneventum, listado em uma contabilidade de 101 d.C.[25]
- Septicius Rufus de Beneventum, listado em uma contabilidade de 101 d.C.[25]
- Gaius Septicius Clarus, nomeado prefeito pretoriano por Adriano, mas removido do cargo logo depois, pois Adriano se tornara suspeito da maioria das pessoas próximas a ele. Septicius era amigo de Plínio, o Jovem e Suetônio, que dedicou Os Doze Césares a ele.[26][27]
- Gaius Septicius Cissus, um menino enterrado em Óstia em Lácio, durante ou logo após o reinado de Adriano, com um monumento de Diapyrus, o escravo de Septicius Clarus. A inscrição sugere que Diapyrus, e não Clarus, era o pai do menino, embora isso possa ter sido metafórico.[28]
- Marcus Septicius Onesimus, um dos Seviri em Comum na Gália Cisalpina em algum momento entre o meio do primeiro e o início do terceiro século, enterrado em um sepulcro familiar construído por Gaius Catius Bromius.[29]
- Septicia Sura, provavelmente a esposa de Lucius Petronius Melior, foi enterrada em Aquae Statiellae em Líguria durante a primeira metade do segundo século.
- Gaius Septicius Dor[...], um sacerdote em Roma em 129 d.C.[30]
- Gaius Septicius Crispinus, um soldado no século de Iedarnus, na sétima coorte da Guarda Pretoriana, em 143 d.C.[31]
- Septicius Adjutor, enterrado em um sepulcro familiar construído por Lucius Antistius Zosimus em Augusta Taurinorum na Gália Cisalpina durante o segundo século. A inscrição parece identificar Septicius como o pai de Antistius.[32]
- Septicia M. f. Marcellina, nomeada em uma inscrição de Vercellae na Gália Cisalpina, datando do segundo século.[33]
- Septicia Priscilla, enterrada em Roma no segundo século, com um monumento de seu marido.[34]
- Marcus Septicius M. f., um soldado no século de Dexter, na sétima coorte da Guarda Pretoriana, em 155 d.C.[35]
- Publius Septicius Varus, um soldado nomeado em uma inscrição de Eporedia na Gália Cisalpina, datando da segunda metade do segundo século.[36]
- Septicia Valeriana, junto com Optatia Siora, fez uma oferta dedicatória em Lugdunum na Gália Lugdunense em 197 d.C.[37]
- Septicius Charis, um soldado servindo no século de Quintinus, na primeira coorte dos vigiles em Roma em 205 d.C.[38]
- Septicia Maura, enterrada em Mediolanum na Gália Cisalpina durante o terceiro ou quarto século, com trinta e oito anos, cinco meses e quatorze dias, com um monumento de seu marido, Lucius Trebius Divus.[39]

### Septicii sem data
- Septicia, uma liberta que junto com sua irmã, Numisia, dedicou um túmulo em Roma para sua irmã, Chloe Misella, com dezoito anos.[40]
- Septicia, uma mulher enterrada em Marinum em Lácio.[41]
- Septicia T. l., uma liberta enterrada em Roma, em um sepulcro com Titus Septicius Liccaeus e outros libertos, incluindo outra liberta chamada Septicia.[42]
- Septicia Ɔ. l., uma liberta enterrada em Roma, em um sepulcro com Titus Septicius Liccaeus e outros libertos, incluindo outra liberta chamada Septicia.[42]
- Aulus Septicius, nomeado em uma inscrição de Roma.[43]
- Gaius Septicius, um fabricante de pequenos potes em Roma, junto com Publius e Quintus Septicius.[44]
- Manius Septicius, enterrado em Ardea em Lácio, em um túmulo dedicado por seus filhos.[45]
- Publius Septicius, um fabricante de pequenos potes em Roma, junto com Gaius e Quintus Septicius.[44]
- Quintus Septicius, um fabricante de pequenos potes em Roma, junto com Gaius e Publius Septicius.[44]
- Quintus Septicius, enterrado em Éfeso em Ásia, com quarenta anos e cinco meses, junto com Mucia.[46]
- Rufa Septicia, nomeada em uma inscrição de Caere na Etrúria.[47]
- Titus Septicius Ɔ. l. Alexander, um liberto que construiu um sepulcro em Roma para si mesmo, Salvilla, possivelmente sua esposa, e Septicia Secunda, ambas libertas.[48]
- Septicia Antiochus, enterrada em Roma junto com seu marido, Aulus Septicius Apollonius.[49]
- Aulus Septicius Apollonius, enterrado em Roma junto com sua esposa, Septicia Antiochis.[49]
- Marcus Septicius Cynthius, enterrado em Altinum.[50]
- Publius Septicius P. l. Eutychus, um liberto nomeado em uma inscrição de Ariminum.[51]
- Septicius Faustus, nomeado em uma inscrição fragmentária de Roma.[52]
- Titus Septicius Faustus, nomeado em uma inscrição de Roma.[53]
- Marcus Septicius Felicissimus, enterrado em Beneventum em Samnium, com um monumento de Ligeria Semne.[54]
- Lucius Septicius Firmus, um veterano da décima segunda coorte, enterrado em Roma, com quarenta e três anos, em um sepulcro dedicado por sua esposa, Cornelia Veneria, junto com seu filho, Lucius Faonius Firmus, com nove anos, cinco meses e vinte e dois dias.[55]
- Septicia Ɔ. T. l. Flora, uma liberta, e esposa de Gaius Maclonius Teres, nomeada em uma inscrição de Forum Novum em Sabinum.[56]
- Septicia Gemina, enterrada em Lugdunum em um túmulo dedicado por Lucius Modius Annianus, seu marido de trinta anos.[57]
- Aulus Septicius Hermogenes, enterrado em um sepulcro familiar em Roma.[58]
- Septicia P. f. La[...], filha de Publius Septicius Secundus e Septicia Severa, enterrada em Roma, com onze anos, seis meses, em um túmulo dedicado por seus pais.[59]
- Septicia A. l. Laudice, uma liberta enterrada em Roma.[60]
- Septicia P. f. Leda, enterrada em Roma, junto com sua mãe, Septicia Severa, em um sepulcro familiar dedicado por seu pai, Publius Septicius Secundus.[61]
- Titus Septicius T. l. Liccaeus, um liberto enterrado em Roma, em um sepulcro com outros libertos, incluindo duas libertas chamadas Septicia.[42]
- Septicia Cn. l. Musa, uma liberta enterrada em Roma.[62]
- Septicius Primigenius, dedicou um túmulo em Beneventum para sua filha, Septicia Primilla.[63]
- Septicia Primilla, enterrada em Beneventum, em um túmulo dedicado por seu pai, Septicius Primigenius.[63]
- Septicia Primitiva, enterrada em Óstia, com vinte e um anos, com um monumento dedicado por seu marido, Quintus Gargilius Quietus.[64]
- Titus Septicius Salvius, nomeado em uma inscrição de Roma.[65]
- Septicia Secunda, uma liberta enterrada em Roma em um túmulo construído por Titus Septicius Alexander para si mesmo, Septicia e Salvilla, possivelmente sua esposa.[48]
- Publius Septicius Secundus, junto com sua esposa, Septicia Severa, dedicou um túmulo em Roma para sua filha, Septicia La[...]. Ele mais tarde construiu um sepulcro familiar, onde sua esposa e sua filha, Septicia Leda, estão enterradas.[59][61]
- Septicia Severa, junto com seu marido, Publius Septicius Secundus, dedicou um túmulo em Roma para sua filha, Septicia La[...]. Ela está enterrada em um sepulcro familiar construído por seu marido, junto com sua filha, Septicia Leda.[59][61]